# Ilustração (revista)

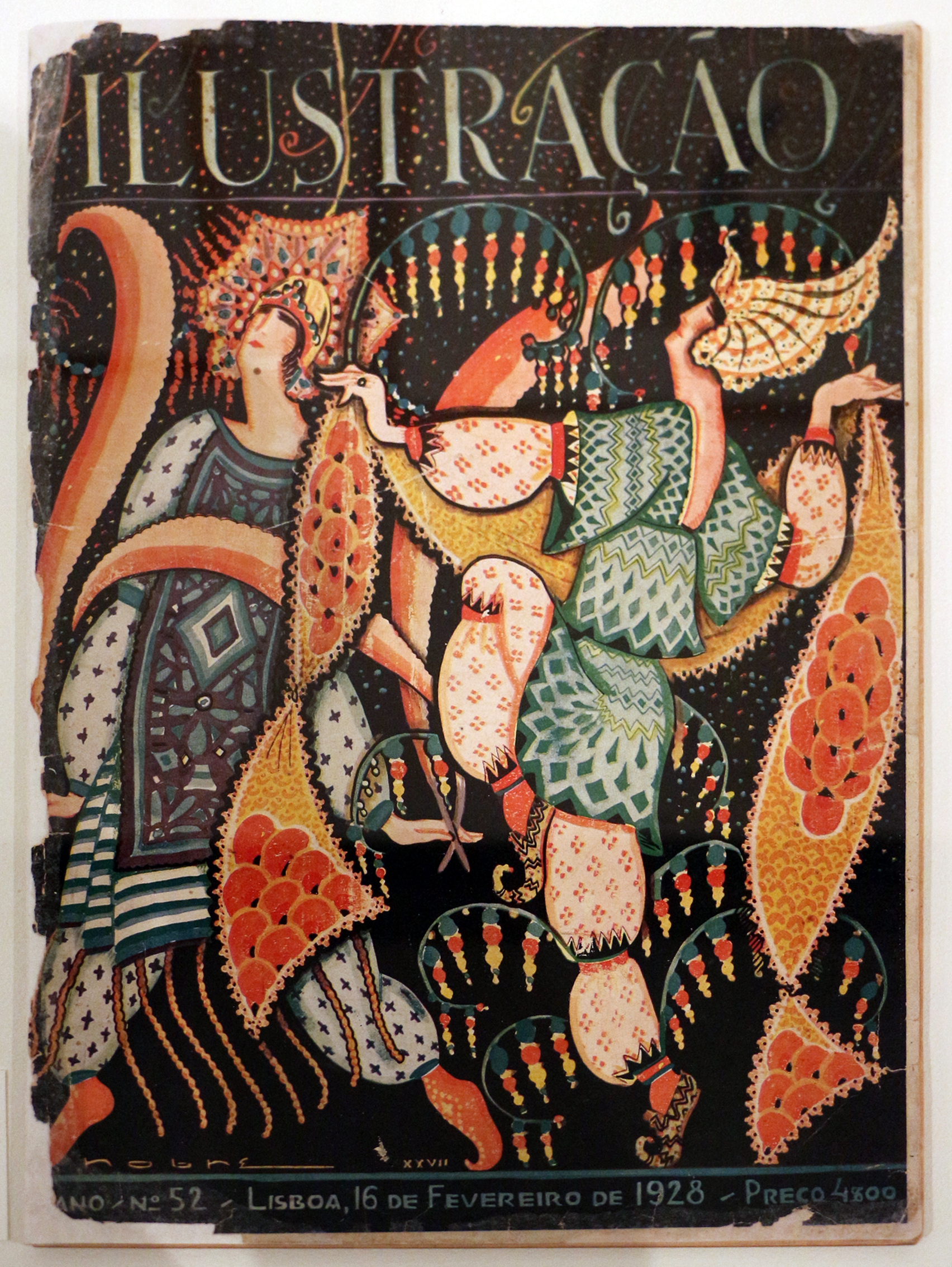
Ilustração, 1928

A Ilustração foi um magazine quinzenal publicado em Lisboa entre 1926 e 1939.
Propriedade da Empresa Nacional de Publicidade e Aillaud Ltd., teve como editor Augusto Brito, como director-delegado José Carlos da Silva e, como director, João de Sousa Fonseca. Em 1930 a revista gabava-se de ser "a revista portuguesa de maior tiragem e expansão". O célebre Repórter X foi um dos escritores que nela colaboraram.
A Ilustração contou com a colaboração de artistas modernistas portugueses como António Soares e Jorge Barradas, que contribuíram com ilustrações e "notáveis capas", assim como: Stuart Carvalhais, Thomaz de Mello, Emmerico Nunes, Bernardo Marques, José Tagarro, Roberto Nobre, Maria Adelaide de Lima Cruz, José Rocha, Almada Negreiros (em 1928), etc. Segundo José-Augusto França a revista entrou em decadência a partir de 1931.
Ligados à Ilustração destacam igualmente os nomes de: António Ferro, Norberto de Araújo, Brito Camacho, Agostinho de Campos, Aquilino Ribeiro, Raul Lino, Eugénio de Castro, Jaime Cortesão, Júlio Dantas, José Leite de Vasconcelos, Alfredo de Mesquita, Guedes de Amorim, Ferreira de Castro, Carlos Selvagem, Eduardo Malta, João Ameal, José Gomes Ferreira, Carlos Queirós Ribeiro, Horácio Novais, João Martins, Carlos Ramos, Fernanda de Castro, Branca de Gonta Colaço 